# جوسيف بيترسن
جوسيف بيترسن هو صحفي دنماركي، ولد في 16 سبتمبر 1881، وتوفي في 22 نوفمبر 1973.

## وصلات خارجية
- جوسيف بيترسن على موقع أوليمبيديا (الإنجليزية)